# جون دبليو. ريان
جون دبليو. ريان (بالإنجليزية: John W. Ryan)‏ هو عالم سياسة أمريكي، ولد في 12 أغسطس 1929 في شيكاغو في الولايات المتحدة، وتوفي في 6 أغسطس 2011 في بلومنغتون في الولايات المتحدة.

## وصلات خارجية
- الموقع الرسمي